# Gosibius auxodontus
Gosibius auxodontus är en mångfotingart som beskrevs av Chamberlin och Wang 1952. Gosibius auxodontus ingår i släktet Gosibius och familjen stenkrypare. Inga underarter finns listade i Catalogue of Life.